# Anne De Beir
Anne Jeanne Lowyck (Brugge, 5 december 1874 – Brugge, 29 juli 1971) was een spionne in Brugge tijdens de Eerste Wereldoorlog. Ze is gekend als Anne Lowyck, zowel als Anne De Beir of Jeanne De Beir. Ook tijdens WOII stapte ze in het verzet.

## Vrouw, moeder en weduwe
Op negentienjarige leeftijd huwde Anne met Arthur De Beir, een Franse spoorwegbediende, waardoor ze de Franse nationaliteit verkreeg. Ze verhuisden naar Duinkerke en kregen drie kinderen: Joseph, Ghislaine en Marie. Daarnaast adopteerden ze Christine, uit Zeeland, Nederland. Na tien jaar huwelijk overleed haar echtgenoot in een noodlottig ongeval en stond ze alleen in voor de zorg van haar kinderen. Ze redde zich financieel door het uitbaten van een krantenstalletje in het station van Duinkerke, dat haar door de werkgever van haar overleden man werd aangeboden. Een tijdje later trok de oudste dochter Ghislaine naar Brugge om te helpen in het hotel-pension van haar tante, de zus van Anne.

## Spionne tijdens WOI
Bij het uitbreken van de Eerste Wereldoorlog ging haar zoon Joseph in dienst van het Franse leger en bood Anne hulp aan Belgische vluchtelingen en gewonde militairen. Haar jongste dochter Marie nam de krantenkiosk over en Christine trok terug in bij haar biologische moeder in Nederland.
De gevechtszone tussen Brugge en Duinkerke scheidde Anne van haar dochter in Brugge. 
Via de stationschef van Duinkerke, kwam ze in contact met de toenmalige Franse geheime dienst (het Deuxième-Bureau). 
Anne kreeg een militair paspoort voor steden in de buurt van Duinkerke en voor Folkestone, Engeland, waar de geheime dienst een spionagecentrum en een rekruteringscentrum voor spionnen had. Daar kreeg ze een summiere opleiding en na haar aanmelding in Nederland was ze agent 8F30.
Het lukte Anne niet om een paspoort te bekomen om vanuit Nederland naar Brugge te reizen dus kocht ze in Boekhoute een Duitse grenswachter om met 50 fr om zo via Oosteeklo naar haar zus en dochter in Brugge te trekken. Daarvoor was ze volledig op zichzelf aangewezen. 
In Brugge kwam ze via via in contact met Arthur, haar contactpersoon die ze later zou verdenken als haar verrader aan de Duitsers. Een oude jeugdvriend voorzag haar (via gesprekken die hij opvangt in zijn herberg) van interessante informatie die ze aan Christine in IJzendijke, Nederland bezorgde. Ook de papiermandjes en gesprekken in het hotel van haar zus leverden haar veel nuttigs op. Nederland stuurde de boodschappen met postduiven naar het inlichtingencentrum in Engeland . Anne moest telkens terug naar Nederland om nieuwe duiven op te halen en moest daarvoor telkens de Duitse grenswachters omkopen.
Al snel breidde het informantennetwerk van Anne zich uit via haar naaister, via de leverancier van de zuivelwaren aan het pension in Brugge, via een goede vriendin die een juwelierszaak op de Grote Markt in Brugge uitbaatte, enzovoort.
Ze verzamelt rapporten over de Duitse duikbootbasis in de Brugse haven, info over de munitieopslagplaatsen, het Duitse verdedigingsplan... 
Anne is een creatieve spionne; om de informatie over de Nederlandse grens te smokkelen verstopte ze een keer een korf met twee duiven onder haar rokken. Soms werkte ze samen met een andere koerier.

## Arrestatie en veroordeling
Haar herhaalde uitstapjes bleven niet onopgemerkt. De Feldpolizei arresteert haar op 18 oktober 1915 ter hoogte van de Foerage aan de Maalse Steenweg te Sint-Kruis. Een getuige verwittigde Ghislaine die meteen alle documenten vernietigde. Op het moment van aanhouding had Anne enkel twee brieven bij zich van Belgische frontsoldaten die ze in België moest posten. Een maand later, op 19 november 1915, veroordeelde het ‘Feldgericht’ (militaire rechtbank) haar ter dood wegens krijgsverraad, omdat ze hielp bij desertie en brievensmokkel. Het vonnis zou op 21 november worden uitgevoerd. In een poging om Anne tot bekentenissen te dwingen deelt men haar om de haverklap mee dat er tot executie zal worden overgegaan en bonkt men herhaaldelijk op haar celdeur. De toenmalige burgemeester van Brugge, graaf Amedée Visart de Bocarmé, hield op de dag van de geplande executie een toespraak op de begraafplaats van Steenbrugge, voor de inhuldiging van de begraafplaats voor Duitse militairen. Hij sprak verzoenend en slaagde er zo in om de Duitse plaatscommandant August Ludwig von Schröder te vermurwen. Hij beloofde de admiraal voor eeuwig de graven van de Duitse zeelieden en soldaten te onderhouden. Anne krijgt uitstel van executie. Daardoor komt een genadecampagne op gang en uiteindelijk wordt haar doodvonnis omgezet in een gevangenisstraf. Op 24 februari 1916 werd Anne naar Duitsland  gebracht waar ze 33 maanden in gevangenissen vastzit o.a. in de afschrikwekkende gevangenis van Belitz. De omstandigheden doen denken aan de latere concentratiekampen; Anne bevindt zich in een constante situatie van foltering en onderdrukking. De man die haar had verraden bracht haar meermaals bezoeken om haar tot bekentenis te laten overgaan, maar ze bekent nooit en nooit verraadt ze namen van haar medewerkers. Zelfs toen de rechter die haar veroordeelde, haar voorstelde te werken voor Duitsland in ruil voor haar vrijlating weigert ze dat pertinent.

## Na WOI
Anne wordt samen met alle andere gevangenen in Belitz bevrijd op 10 november 1918.
In alle chaos duurt het dagen vooraleer de gevangen met de trein de Belgische grens bereiken. Anne is ondertussen helemaal ingestort en wordt in Namen opgevangen door het Rode Kruis waar ze 2 weken bekomt vooraleer ze op eigen krachten kan doorreizen naar de warmte van haar familie in Brugge.
Daar baat ze later ook op haar beurt een familiepensionnetje uit aan de Sint-Annarei. Dit hotel is bij Britse toeristen zeer populair.
Op 22 april 1919 krijgt ze het Franse IJzeren Kruis opgespeld voor haar diensten en een eervolle vermelding in de orde van het Franse leger.
Anne Jeanne schrijft eind jaren 20 ook een boek over haar belevenissen als spionne: In the Eagle’s Claws. Ze schrijft in het Engels in functie van de vele Britten, die na de oorlog de slagvelden en kerkhoven in West-Vlaanderen kwamen bezoeken. Anne beheerst het Engels echter niet zo goed, waarvoor ze zich ook verontschuldigt in het begin van het boek. Mede door deze bescheidenheid komen haar verhalen zeer geloofwaardig over. Het boekje werd gedrukt in Brugge zonder datum.

## Verzetsvrouw tijdens WOII
Gezien haar anti-Duitse verleden probeert Anne tijdens WOII naar Engeland te vluchten, maar dit mislukt. Ondertussen wordt haar hotel in beslag genomen door de Duitsers.
Als ze voor een oogoperatie in het ziekenhuis verblijft, vertelt haar kamergenote haar over de acties tegen de bezetters, waarop Anne terugdenkt aan haar heldendaden van weleer.
In 1943 sluit ze zich aan bij een verzetsbeweging in de buurt van Ieper die een vluchtnetwerk had opgebouwd voor bemanningsleden van neergeschoten geallieerde vliegtuigen via de Engelse ambassade in Spanje.
Op 1 april 1944 wordt Anne Jeanne De Beir in Moorslede gearresteerd en veroordeeld tot deportatie naar een concentratiekamp in Duitsland. 
Door een hinderlaag van de verzetslieden komt de trein waarmee Anne samen met andere gevangenen zou worden vervoerd, echter niet verder dan een paar kilometer voorbij Brussel. De gevangenen worden bevrijd door een Britse eenheid.

## Na WOII
Anne wordt opnieuw hoteluitbaatster in Brugge.
Ze sterft in 1971.